# Gour de Tazenat
Der Gour de Tazenat ist ein wassergefülltes Maar am äußersten Nordrand der Chaîne des Puys im französischen Département Puy-de-Dôme.

## Etymologie
Das männliche Substantiv gour, okzitanisch gorg, lateinisch gurges, bedeutet im Französischen ursprünglich eine Sinterterrasse. Später erfuhr der Begriff dann eine Erweiterung auf sämtliche Wasserstellen, die den Sommer über nicht austrocknen und ihr Wasser behalten. Gour ist verwandt mit gouffre in der Bedeutung Schachthöhle. Tazenat ist ein kleiner Weiler westlich des Maars, nach dem es benannt wurde.

## Geographie
Der Gour de Tazenat gehört zum Gemeindegebiet von Charbonnières-les-Vieilles und befindet sich 20 Kilometer nordwestlich von Riom und fünf Kilometer nordöstlich von Manzat. Der nahezu kreisrunde See mit einem Durchmesser von 700 Meter liegt in der Landschaft der Combrailles, 2,5 Kilometer südlich von Charbonnières-les-Vieilles auf 625 Meter Meerhöhe. Er nimmt eine Oberfläche von 30 Hektar ein und besitzt eine Wassertiefe von 66 Meter. Der See wird von einem teils über 50 Meter hohen, bewaldeten Wall umgeben (waldfrei im Norden und Nordosten, erreicht im Nordosten eine Höhe von 713 Meter), der steil zum See hin abfällt und über den ein 2,8 Kilometer langer Rundwanderweg führt.
Sondierungen haben gezeigt, dass der See keinen konischen oder trichterförmigen, sondern einen tellerförmigen, flachen Untergrund mit einem Durchmesser von 250 Meter besitzt und von etwa 14 Meter Sediment bedeckt wird.
Drei Kilometer südwestlich befindet sich das nächste Vulkanzentrum der Chaîne des Puys, der Aschenkegel des Puy de Chalard mit seinem nordwestlichen Lavastrom aus Trachybasalt.

## Geologie

### Einführung
Die Chaîne des Puys ist der jüngste Vulkanbezirk Frankreichs mit typisch alkalinem Intraplattenvulkanismus. Sie kann über 100 Vulkanzentren vorweisen, die über einem gewölbten Horst des variszischen Grundgebirges, dem Plateau des Dômes,  angelegt wurden. Dieses Plateau besteht im Norden aus Rhyolithtuffen des Viséums, weiter im Süden jedoch aus peralkalischen Granitoiden des Oberkarbons sowie migmatitschen Gneisen des frühen Paläozoikums. Es wird im Osten vom Limagnegraben und im Westen vom Graben von Olby (Fossé d’Olby) begrenzt. Die Vulkane sind über eine Distanz von 30 Kilometer in einem 3 bis 4 Kilometer breiten Band in Nord-Süd-Richtung aufgereiht und verlaufen somit parallel zur Randstörung des Limagnegrabens.
Der Vulkanismus setzte gegen 100.000 Jahre BP ein und überdauerte bis 5.000 Jahre BP, wobei der Hauptteil der Vulkanzentren zwischen 13.500 und 7.000 Jahre BP entstand, mit einem Maximum bei 10.000 Jahre BP für die Basalte. Es ist fraglich, ob er mittlerweile vollkommen erloschen ist. Die geförderten Magmen bilden eine durch fraktionierte Kristallisation differenzierte Magmenserie, die von kaliumreichen Alkalibasalten über Mugearite und Benmoreite (selten) bis hin zu  Trachyten reicht. Es wurden insgesamt rund 8 Kubikkilometer an basaltischen Laven sowie 1 bis 2 Kubikkilometer als zähflüssige Lavadome aufgedrungene Trachyderivate gebildet.

### Beschreibung
Das Maar des Gour de Tazenat entstand durch eine phreatomagmatische Explosion. Das verantwortliche Magma hat basaltische Zusammensetzung und war entlang einer Verwerfung im Grundgebirge aufgestiegen.  Sedimentproben ergaben ein Minimalalter von 29.000 Jahren BP, die Explosion ereignete sich somit gegen Ende der Würm-Eiszeit, jedoch noch vor deren Kältemaximum.
Die maximal 13 Meter mächtigen Auswurfprodukte sind geschichtet und über den Nord-, Ost- und Südwestsektor verteilt. An ihrer Basis finden sich basaltische Blöcke, Bomben, Lapilli und Puzzolane vermischt mit Gesteinsbruchstücken (Granite, Mikrogranite, Granulite und andere Metamorphite wie z. B. Rhyolithtuffe des Viseums), die durch die Vehemenz der Explosion dem kristallinen Grundgebirge entrissen wurden. Die Grundgebirgsfragmente können bis zu 60 % ausmachen. Die vulkanischen Bomben zeigen oft die für phreatomagmatische Explosionen typische Fladen- oder "Blumenkohlstruktur", deren Risse durch Wasserkontakt entstanden waren. Die basalen Auswurfmassen entstammen der Initialphase des Ausbruchs, als das aufsteigende Magma in Kontakt mit Grundwasser bzw. mit Wasser eines Sees oder Flusses trat. Die dadurch ausgelöste Dampfexplosion war stark genug, um das kristalline Grundgebirge zu zertrümmern und als Bomben auszuwerfen. Nach Verdampfen des eingedrungenen Wassers nahmen die Aktivitäten einen mehr und mehr magmatischen Charakter an und so enthalten die höheren Schichten bereits wesentlich weniger an Grundgebirgsfragmenten. Als der Ausbruch beendet war füllte sich der Explosionskrater allmählich mit Wasser aus dem von Süden in ihn mündenden Ruisseau de Rochegude. Der Bach erbaute auf der Südseiteein ein kleines Delta und ist für den Großteil des Sedimenteintrags verantwortlich. Er evakuiert das Maar auf der Westseite.

## Datierung
Bis 1991 wurde der Gour de Tazenat wegen seiner guten morphologischen Erhaltung noch ins Holozän gestellt.  Sedimentproben vom Seeboden ergaben bei einer Tiefe von 10 Meter jedoch bereits ein Alter von rund 14.000 Jahren BP (Älteste Dryaszeit). Da die Sedimente aber bis zu 14 Meter an Mächtigkeit aufweisen, rechnen Juvigné und Stach-Czerniak (1998) mit einem Alter von zirka 29.000 Jahren BP für den Ausbruch. Es wurden auch Thermoluminiszenz-Alter ermittelt, die mit 45.000 Jahren BP (blaues Licht) und 125.00 Jahren BP (rotes Licht) wesentlich höher liegen, jedoch angezweifelt werden.

## Beprobung der Seesedimente
Eine palynologische und sedimentologische Untersuchung von 10 Meter Seesediment erbrachte folgende Ergebnisse:
- Die Sedimente reichen mindestens bis in die Älteste Dryaszeit zurück.
- Sie enthalten drei Tephrahorizonte, die alle Ausbrüchen des Lac Pavin zugeschrieben werden (Mugearit – 10.280 BP –  Alleröd, Trachyt – 8220 BP – Boreal und 6770 ± 80 BP –  Atlantikum).
- Die Pollenprofile dokumentieren eindeutig die Wiederbewaldung zu Beginn des Holozäns (Präboreal), den Rückgang des Waldes durch die Rodungen neolithischer Bauern im Subboreal bei gleichzeitigem erstmaligen Auftreten von Getreidesamen, die ab 2910 ± 30 BP einsetzende natürliche Erholung des Waldes und schließlich sein erneuter drastischer  Rückgang im Subatlantikum aufgrund der Besiedlung durch Kelten und Römer.
- Der Übergang vom Atlantikum zum Subboreal situiert sich bei 6,3 Meter Sedimenttiefe und bringt einen bedeutenden Wechsel in der Baumflora mit sich: die Hasel geht sehr stark zurück, etwas weniger Ulme, Esche und Linde; dafür breiten sich Buchen enorm aus und Erlen sind ebenfalls im Anstieg begriffen.

## Fauna und Flora

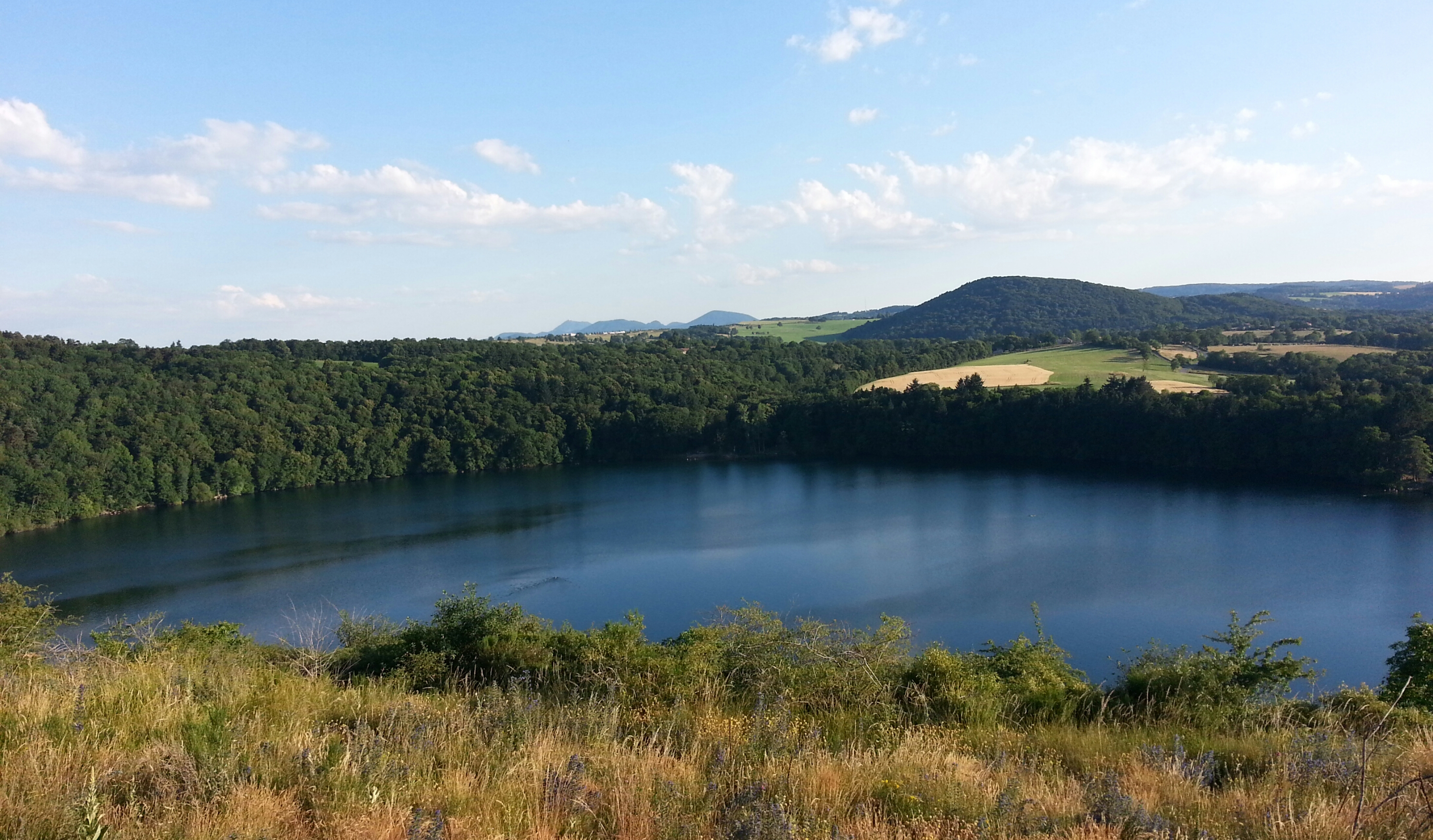
Der Gour de Tazenat im Juli. Im Hintergrund der Puy de Chalard und die nördliche Chaîne des Puys.

Der recht fischreiche See ist für nautische Aktivitäten und auch den Badebetrieb gesperrt. Er enthält im Wesentlichen Barsche, Hechte, Karpfen, Gemeiner Sonnenbarsch, Rotaugen, Forellen und andere Weißfische, gelegentlich auch Aale, Krebse,  Süßwasserquallen (Craspedacusta sowerbyi) und Seesaiblinge.

## In der Literatur
In seiner Novelle Mes vingt-cinq jours, erschienen 1885 in Contes divers und 1887 in Mont-Oriol, vergegenwärtigt Guy de Maupassant den Gour de Tazenat.